# Canal potassique

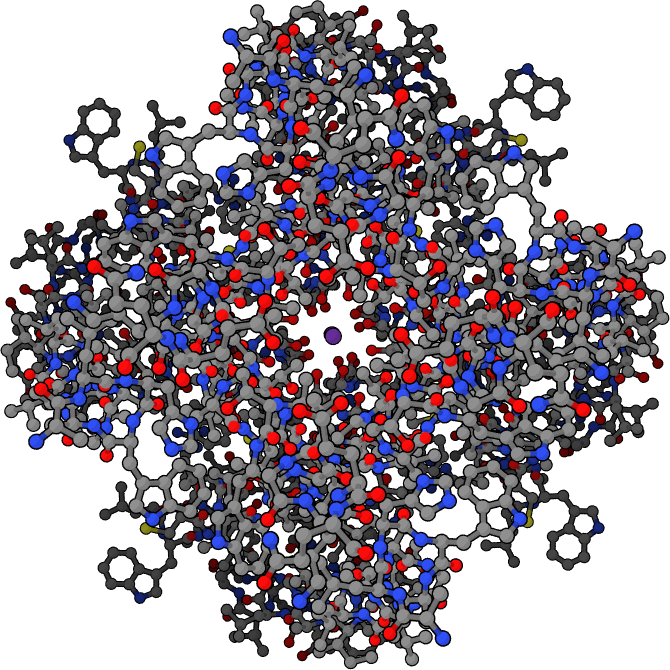
Vue de dessus d'un canal potassique laissant passer un ion potassium (en violet)

En biologie cellulaire, les canaux potassiques constituent le type le plus répandu de canal ionique et sont présents dans pratiquement tous les organismes vivants. Ils forment des pores traversant les membranes cellulaires et sont sélectifs aux ions potassium. On les trouve dans la plupart des types de cellules et ils contrôlent un large éventail de fonctions cellulaires,. 

## Rôles
Dans les cellules excitables comme les neurones, ils sont responsables des potentiels d'action et définissent le potentiel membranaire de repos.
Contribuant à la régulation de la durée du potentiel d'action dans le muscle cardiaque, le dysfonctionnement des canaux potassiques peut provoquer des arythmies mortelles.
Ils interviennent également dans la régulation des processus cellulaires tels que les sécrétions d'hormones (par exemple, la libération d'insuline par les cellules bêta dans le pancréas), leur mauvais fonctionnement pouvant entraîner des maladies comme le diabète.
Les canaux potassiques jouent un rôle important au niveau de la clairance liquidienne au travers des épithéliums. Ils ont aussi un impact sur la réparation épithéliale, via les migration et prolifération cellulaires.

## Classes
Il existe quatre grandes classes de canaux potassiques :
- Les canaux potassiques activés par le calcium, ouverts en réponse à la présence d'ions calcium (ou d'autres molécules activatrices).
- Les canaux potassiques à rectification interne : un courant facilite le passage vers l'intérieur de la cellule.
- Les canaux potassiques à quatre segments transmembranaires sont constitutivement ouverts ou possèdent une haute activation basale. Appelés aussi canaux potassiques de repos ou canaux de fuite, lorsqu'ils sont ouverts, ils permettent aux ions potassium de traverser la membrane à une vitesse comparable à une diffusion dans de l'eau pure.
- Les canaux potassiques dépendants du potentiel sont des canaux ioniques voltage-dépendants qui s'ouvrent ou se ferment en réponse à des changements dans le potentiel transmembranaire.

Le tableau suivant présente une comparaison des principales classes de canaux de potassium avec des exemples représentatifs (pour une liste complète de canaux au sein de chaque classe, voir la page des classes respectives).
| Classe                          | Sous-classes | Fonction                                                                                                  | Bloqueurs                                                               | Activateurs              |
| activés par le calcium 6T & 1P  | - BK channel - SK channel | - Inhibition à la suite de stimuli augmentant le calcium intracellulaire                                  | - charybdotoxine, ibériotoxine - apamine                                | - 1-EBIO - NS309 - CyPPA |
| à rectification interne 2T & 1P | - ROMK (Kir1.1) | - Recyclage et sécrétion de potassium des néphrons.                                                       | - Non sélectif : Ba2+, Cs+                                              | - aucun                  |
| à rectification interne 2T & 1P | - Courant potassique rectifiant activé par les protéines G (Kir3.x)                                                                                                 | - Médiation de l'effet inhibiteur de nombreux récepteurs couplés aux protéines G (RCPG).                  | - RCPG antagonistes - ifenprodil                                        | - RCPG agonistes         |
| à rectification interne 2T & 1P | - ATP-sensitive (Kir6.x) | - Fermé quand la concentration en ATP est suffisamment forte pour provoquer la sécrétion d'insuline.      | - glibenclamide - tolbutamide                                           | - diazoxide - pinacidil  |
| à domaines en tandem 4T & 2P    | - TWIK (TWIK-1, TWIK-2, KCNK7), - TREK (TREK-1, TREK-2, TRAAK), - TASK (TASK-1, TASK-3, TASK-5), - TALK (TASK-2, TALK-1, TALK-2), - THIK (THIK-1, THIK-2), - TRESK, | - Contribue au potentiel de repos                                                                         | - bupivacaine, - quinidine,                                             | - halothane,             |
| dépendants du potentiel 6T & 1P | - hERG (Kv11.1) - KvLQT1 (Kv7.1) | - Repolarisation des potentiels d'action - Limite la fréquence des potentiels d'action (cause dysrythmie) | - tétraéthylammonium - 4-aminopyridine - dendrotoxines (quelques types) | - rétigabine (Kv7)       |